# Tunnel Abdalajís
Le tunnel Abdalajís est un tunnel ferroviaire faisant partie de la ligne à grande vitesse Cordoue-Malaga alors qu'elle traverse la chaîne de montagnes de la cordillère Pénibétique. 
Avec une longueur de 8 970 mètres, c'est le quatrième tunnel ferroviaire en exploitation le plus long d'Espagne. Son achèvement en 2009 a permis aux trains à grande vitesse de relier les villes de Madrid et de Málaga en environ deux heures et vingt minutes.
L'excavation du tunnel Abdalajís a commencé en novembre 2003. Les progrès ont été initialement rapides, mais ont subi plusieurs arrêts en raison de la présence de gaz méthane, de l'instabilité géologique et de l'infiltration d'eau. La construction a été controversée, en partie en raison de son impact sur un aquifère et de perturbations des approvisionnements en eau locaux. Les travaux ont continué jusqu'à la percée en début de l'année 2006 ; trois ans plus tard, le tunnel Abdalajís a été ouvert à la circulation pour la première fois. La surveillance de l'état du tunnel et de la géologie environnante s'est poursuivie pendant sa vie opérationnelle, ainsi que les inspections régulières pour garantir son état.